# صناعات بان بريتانيكا
كانت شركة صناعات بان بريتانيكا (بالإنجليزية: Pan Britannica Industries Ltd)‏ شركة صغيرة يعمل بها 400 موظف. كانت شركة تركيبات منزلية وكيميائية زراعية مقرها بريتانيكا هاوس، ستيواردستون رود، والثام آبي ولها حضور توزيعي في ويسبك في كامبريدجشير. كان صناعات بان بريتانيكا، على غرار العديد من الأسماء المنزلية الأخرى في المملكة المتحدة، شركة تصنيع ومنظمة تسويق لكل من المنتجات الزراعية والبستانية.
أنتجت صناعات بان بريتانيكا العديد من التركيبات الزراعية الكيميائية التي كانت شائعة لدى المزارعين في أجزاء كثيرة من العالم. ومع ذلك فقد اشتهرت بمنتجها بايبي بيو (بالإنجليزية: Baby Bio)‏، وهو طعامٌ نباتي سائل يأتي في زجاجة صغيرة على شكل عطر. المنتجات الرئيسية الأخرى من صناعات بان بريتانيكا هي منتوجات متعددة مثلَ «Garden Expert» و«House Plant Expert» و«Greenhouse Expert» وما إلى ذلك من المنتجات التي عمل عليها الدكتور دي جي هيسايون، الذي أصبح فيما بعد رئيسًا لشركة صناعات بان بريتانيكا. شعار هذه المنتجات والتي كان بعضها كُتب تعليميّة هو «نصائح ومعلومات سهلة الاتباع يمكنك الوثوق بها»، مع وضع ذلك في الاعتبار، فهي ملونة وغنية بالمعلومات وتحتوي على معلومات وأدبيات دقيقة عن المنتج. اعتمدت الشركة هذا النهج في جميع منتجاتها وعلاماتها التجارية. كان مثل هذا النهج يُنسب إلى الدكتور حسايون، الذي كان يحظى بتقدير كبير داخل وخارج كل من الزراعة والبستنة، لسنوات عديدة.
تم بيع الشركة إلى شركة مجموعة سوميتومو في أواخر الثمانينيات، ولكن استمرت الإدارة نفسها إلى حد كبير. وهي الآن جزء من شركة باير (بالإنجليزية: Bayer)‏، التي تسوق أفضل علاماتها التجاريّة. تمت إعادة تطوير موقع والثام أبي إلى عقار سكني. لا يزال هناك وجود في والثام كروس يسمى صناعات بان بريتانيكا المحدودَة في نفس المبنى، والذي أعيد تسميته الآن باسمِ دوركان هاوس (بالإنجليزية: Durkan House)‏.
تم تشغيل منتجَات مماثلة في المملكة المتحدة من قبل «ICI Agriculture» و«Murphy Chemical Co» و«Allbright & Wilson» و«Shell Chemical Company». تم أيضًا تعبئة بعض المنتجات البستانية صغيرة الحجم في مصنع والثام آبي، بما في ذلك «Draza Slug Pellets» لشركة باير (المالكة الآن للعلامة التجارية بيو). قامت شركات مثل إلانكو ودو بونت وروهم وهاس وستوفر بالفعل بتصنيع وتغليف وتسمية الغالبية العظمى من المواد الكيميائية التي يتم تسويقها بواسطة صناعات بان بريتانيكا.
العديد من المنتجات التي قام صناعات بان بريتانيكا بتسويقها أعطته، لاعبًا صغيرًا جدًا، حضورًا قويًا في السوق على مشهد الكيماويات الزراعية العالمية. بسبب التشريع، تم إيقاف العديد من المنتجات في الغرب بسبب مشاكل صحية بشرية طويلة المدى، ولكن تم اعتبارها آمنة ومصنعة من قبل شركات أخرى حول العالم. الآن فقط الصيغ الحميدة مثل بايبي بيو استمرت في التوفر. لا يزال الدكتور هيسايون يكتب كتب الخبراء ولكن هذه الكتب تنشرها الآن ترانزوورلد.

## مزاعم السرطان
كان لدى الشركة سلبية واحدة ذات شهرة عندما زُعم أن مصنع التركيبات الخاص بها في والثام أبي كان في المركز، وبالتالي سبَّب بؤرة السرطان الساخنة. تم تسليط الضوء على ذلك من خلال برنامج قصّة (بالإنجليزية: Storyline)‏ وهو برنامج تلفزيوني استقصائي من قِبل تلفزيون كارلتونفي صدرَ أوائل عام 1993. كانت التقارير عن حدوث غير عادي للسرطان حول المصنع والإجراءات القانونية اللاحقة التي اتخذها السكان أساس هذا البرنامج، الذي أعقبته عدة مقالات في الصحافة. رفض المدير العام آنذاك، السيد جيريمي تير، الادعاءات. لم تثر أي هيئة أو وكالة رسمية مكلفة بالإشراف على الأنشطة في موقع والثام آبي أي مخاوف تتعلق بالنشاط أو إجراءات السلامة في المصنع.

## روابط خارجية
- PBI Home & Garden Ltd
- موقع شركة باير